# Ford Shelby GR1

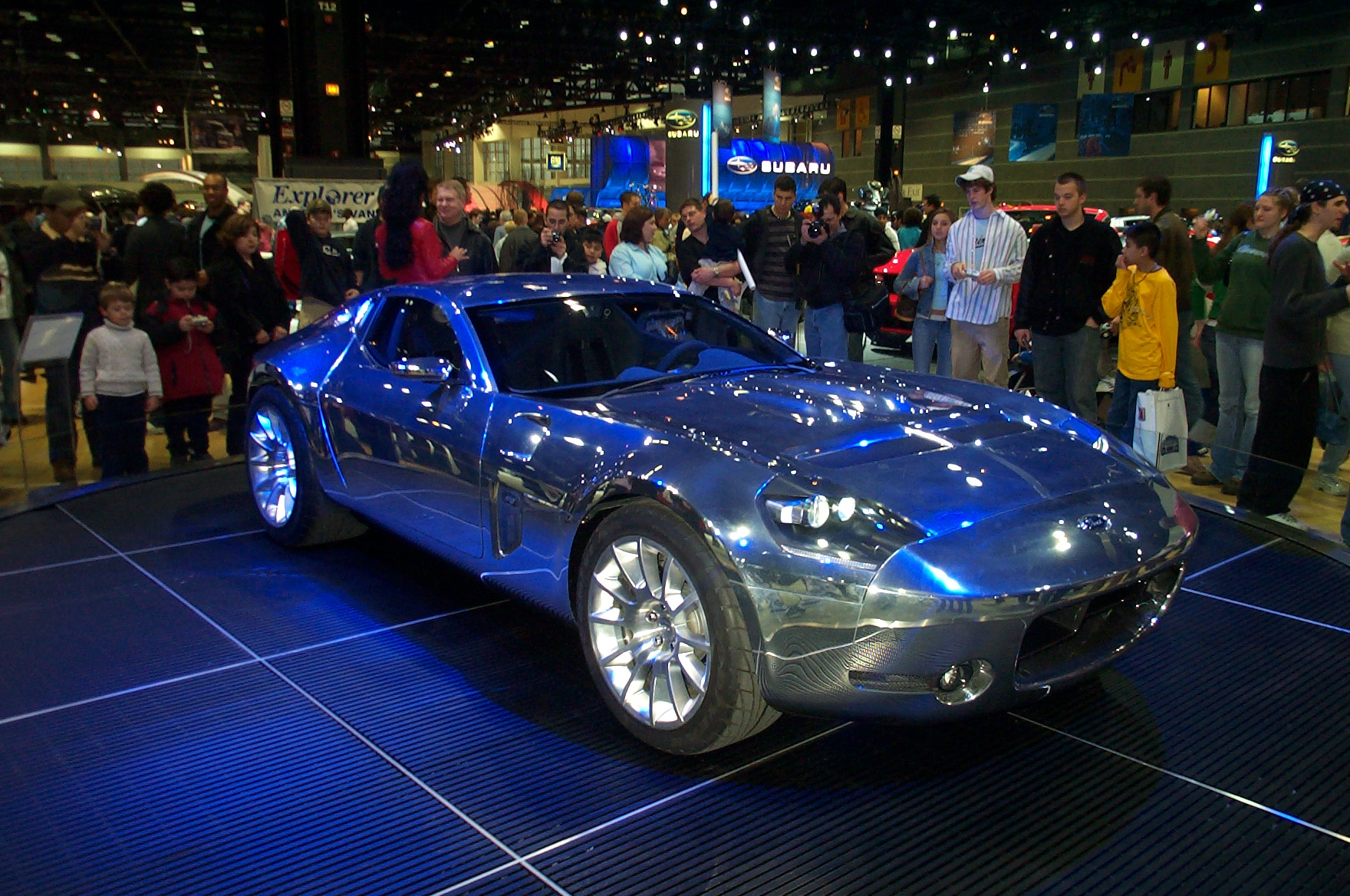
Ford Shelby GR1 på bilutställningen Chicago Auto Show 2005.

Ford Shelby GR1 är en konceptbil från 2004 av amerikanska bilföretaget Ford. Bilens chassi i aluminium är en modifierad version av Ford GT, med en 6 300 cc 6,4 liters V10 motor i fram från Fords projekt från 2003 vid namn Shelby Cobra. Bilens längd är 4,412 meter och dess bredd 1,834 meter. Bilen når 100 km/h på 4,4 sekunder med en topphastighet på 322+ km/h med 7500 RPM. För bilens design står George Saridakis.